# Żyły poprzeczne szyi

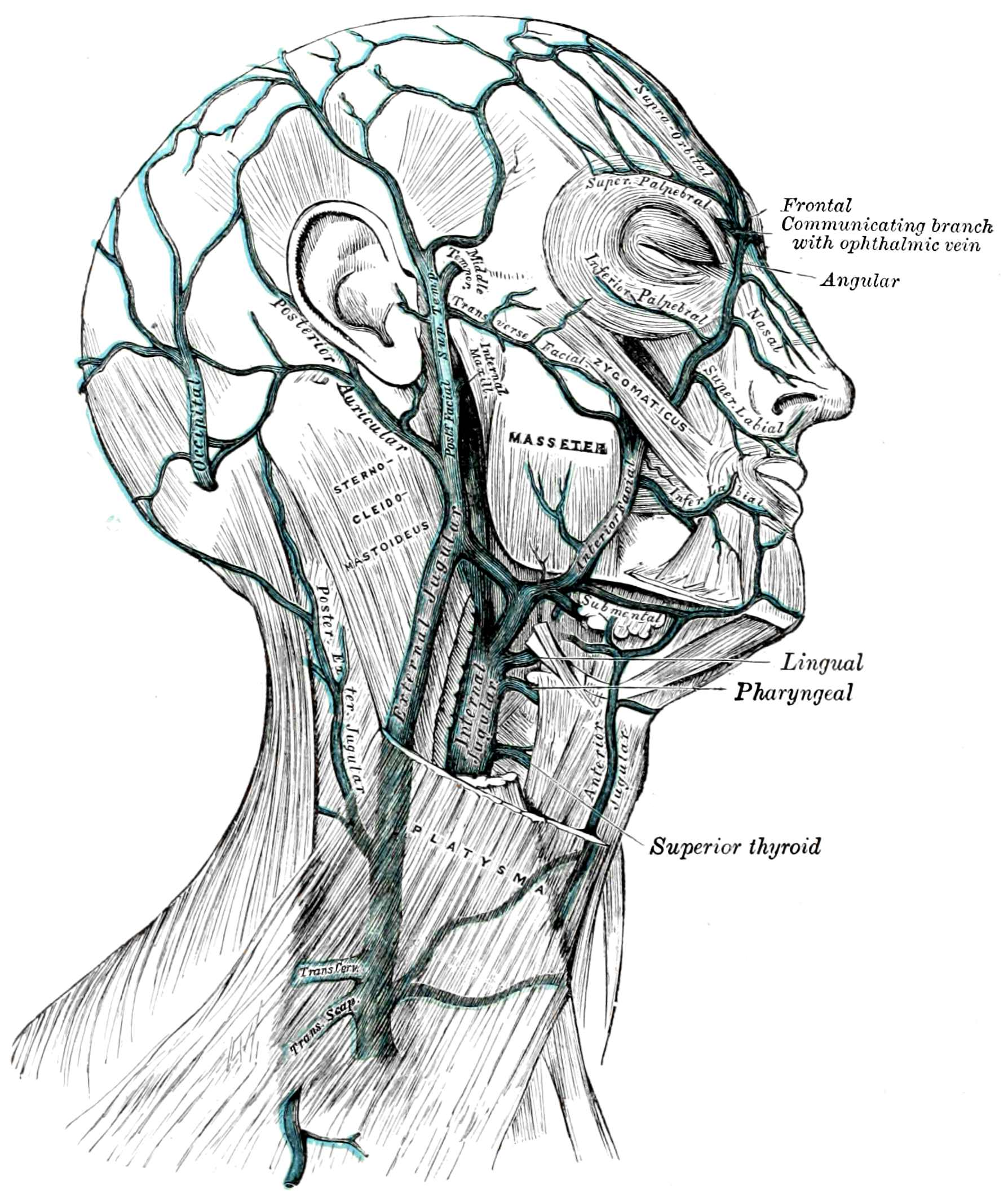
Żyły twarzy i szyi. Żyła poprzeczna szyi podpisana Trans. Cerv.

Żyły poprzeczne szyi (łac. venae transversae cervicis, venae transversae colli) – w anatomii człowieka żyły przebiegające poprzecznie na szyi ponad jej podstawą, powyżej żyły nadłopatkowej, towarzysząc w swoim przebiegu tętnicy poprzecznej szyi. Wpadają do żyły szyjnej zewnętrznej lub początkowego odcinka żyły podobojczykowej w dolnej części trójkąta bocznego szyi, samodzielnie lub po połączeniu z żyłą nadłopatkową.